# Miki Mizuno
Miki Mizuno (水野 美紀?, Mizuno Miki; Yokkaichi, 28 giugno 1974) è un'attrice giapponese.

## Biografia
È nota principalmente per aver interpretato la sergente Yukino Kashiwagi nella serie televisiva poliziesca Odoru daisōsasen (nota internazionalmente come Bayside Shakedown) e nei successivi film tratti da essa. Inoltre ha avuto ruoli importanti in Gamera 2 - Legion shūrai e in Guilty of Romance.

## Filmografia

### Cinema
- Kunoichi ninpô-chô, regia di Masaru Tsushima (1991)
- Sadistic Mâriya, regia di Masaru Tsushima (1992)
- Kunoichi ninpô-chô II - Sei-shôjo no hihô, regia di Masaru Tsushima (1992)
- Honban joyû, regia di ? (1992)
- Shura no jakushi - Narumi 2, regia di ? (1993)
- Shoot (シュート！?), regia di Kazuki Ōmori (1994)
- Raiden, regia di ? (1994)
- Nekketsu Golf kurabu, regia di ? (1994)
- Dai shitsuren (大失恋。?), regia di Kazuki Ōmori (1995)
- Gamera 2 - Legion shūrai (ガメラ2 - レギオン襲来?), regia di Shūsuke Kaneko (1996)
- Odoru daisōsasen The Movie (踊る大捜査線 THE MOVIE?), regia di Katsuyuki Motohiro (1998)
- Salaryman Kintarô (サラリーマン金太郎?), regia di Takashi Miike (1999)
- Xiang si chen xianzai (想死趁现在), regia di Yi-wen Chen (2000)
- Senrigan (千里眼 ?), regia di Manabu Asô (2000)
- Odoru daisōsasen The Movie 2 - Rainbow Bridge o Fūsaseyo! (踊る大捜査線 THE MOVIE 2 レインボーブリッジを封鎖せよ!?), regia di Katsuyuki Motohiro (2003)
- Koibito wa sniper - Gekijô-ban (恋人はスナイパー 劇場版?), regia di Toshiharu Muguruma (2004)
- Seven Souls in the Skull Castle ver RED, regia di ? (2004)
- Kôshônin - Mashita Masayoshi (交渉人 真下正義?), regia di Katsuyuki Motohiro (2005)
- Kuchisake-onna (口裂け女?), regia di Kōji Shiraishi (2007)
- Zukan ni nottenai mushi (図鑑に載ってない虫?), regia di Satoshi Miki (2007)
- Shin onna tachiguishi retsuden (真・女立喰師列伝 ?), regia di Makoto Kamiya, Kenji Kamiyama, Mamoru Oshii, Takanori Tsujimoto e Hiroaki Yuasa (2007)
- Ano sora wo oboeteru (あの空をおぼえてる?), regia di Shin Togashi (2008)
- Sasori (さそり?), regia di Jao Ma (2008)
- Katana Karumono - Nihonmatsu no bouken (刀狩るもの ～二本松の冒険～?), regia di Hiroaki Totsuka (2008)
- Jaji no futari (ジャージの二人?), regia di Yoshihiro Nakamura (2008)
- Hard Revenge Milly (ハード・リベンジ、ミリー?), regia di Takanori Tsujimoto – cortometraggio (2008)
- Kill (斬?), regia di Kenta Fukasaku, Mamoru Oshii, Minoru Tahara e Takanori Tsujimoto (2008)
- Hard Revenge Milly - Bloody Battle (ハード・リベンジ、ミリー～ブラッディバトル ?), regia di Takanori Tsujimoto (2009)
- Katen no shiro (火天の城 ?), regia di Mitsutoshi Tanaka (2009)
- Guilty of Romance (恋の罪?, Koi no tsumi), regia di Sion Sono (2011)
- Waya! Uchuuichi no osekkai daisakusen (WAYA! 宇宙一のおっせかい大作戦?), regia di Yo Kohatsu (2011)
- Hanako no nikki (花子の日記?), regia di Takuya Matsumoto (2011)
- Karakuri, regia di Hajime Ishida – cortometraggio (2011)
- Tomato no shizuku (トマトのしずく?), regia di Hideo Sakaki (2011)
- Odoru daisousasen The Final - Aratanaru kibou (踊る大捜査線 THE FINAL 新たなる希望?), regia di Katsuyuki Motohiro (2012)
- Dead Mine, regia di Steven Sheil (2012)
- Ore wa mada honki dashite nai dake (俺はまだ本気出してないだけ?), regia di Yuichi Fukuda (2013)
- Bushido Man, regia di Takanori Tsujimoto (2013)
- 6 gatsu 6 ka, regia di Takahito Hara, Hajime Ishida, Yoshikazu Ishii, Hiroshi Kashiwabara e Atsushi Muroga (2013)
- Le ricette della signora Toku (あん?, An), regia di Naomi Kawase (2015)
- Asura Girl - Asura Shojo Blood-C iken (ASURA GIRL - アシュラガール BLOOD-C 異聞?), regia di Shûtarô Oku (2017)
- Ojiichan shinjattatte (おじいちゃん、死んじゃったって。?), regia di Yukihiro Morigaki (2017)
- Obo no koe, regia di Takashi Saito (2018)
- Uchu de ichiban akarui yane (宇宙でいちばんあかるい屋根?), regia di Michihito Fujii (2020)

### Televisione
- Hotel – serie TV (1990-1998)
- Uradeka – serie TV, ep. 1x5 (1992)
- Hagure Isha - Oinochi Azukarimasu! Special, regia di Ryuichi Takamori – film TV (1993)
- Hagure Isha - Oinochi Azukarimasu! – miniserie TV (1995)
- Koibito yo My dear lover – miniserie TV (1995)
- Best Partner (べストパートナー?) – miniserie TV (1997)
- Odoru daisōsasen (踊る大捜査線?) – serie TV, 11 episodi (1997)
- Odoru daisōsasen - Nenmatsu tokubetsu keikai special (踊る大捜査線 歳末特別警戒スペシャル ?), regia di Katsuyuki Motohiro – film TV (1997)
- Odoru daisōsasen bangaihen - Wangansho fukei monogatari shoka no kôtsûanzen special (踊る大捜査線番外編 湾岸署婦警物語?), regia di Katsuyuki Motohiro – film TV (1998)
- Odoru daisōsasen - Aki no hanzai bokumetsu special (踊る大捜査線 秋の犯罪撲滅スペシャル?), regia di Kensaku Sawada – film TV (1998)
- Kanojotachi no Jidai (彼女たちの時代?) – serie TV, 12 episodi (1999)
- Beautiful Life (ビューティフルライフ?) – serie TV, 11 episodi (2000)
- Hanamura Daisuke – serie TV, 12 episodi (2000)
- Oyajî (オヤジぃ?) – serie TV, 11 episodi (2000)
- Koigashitai koigashitai koigashitai – serie TV (2001)
- Hatsu taiken (初体験?) – serie TV, 11 episodi (2002)
- Shiawase no shippo (しあわせのしっぽ?) – serie TV, 12 episodi (2002)
- Koibumi - Watashitachi ga aishita otoko (恋文 私たちが愛した男?) – serie TV (2003)
- Okâsan to issho (お義母さんといっしょ?) – serie TV, 10 episodi (2003)
- Tobosha (逃亡者?) – miniserie TV (2004)
- Matthew's Best Hit TV – serie TV, 1 episodio (2004)
- Dorîmu – serie TV (2004)
- Slow Start – serie TV (2007)
- Tsukaji no muga - 12 nin no shôgensha 1, regia di Makoto Nagao – film TV (2007)
- Galileo (ガリレオ?) – serie TV, ep. 1x5 (2007)
- Nanase futatabi (七瀬ふたたび?) – miniserie TV (2008)
- Soratobu taiya (空飛ぶタイヤ?) – serie TV (2009)
- Aibô – serie TV, ep. 8x19 (2010)
- Takahashi Rumiko Gekijô (?) – miniserie TV (2012)
- Monsters (MONSTERS?) – serie TV, ep. 1x7 (2012)
- Ten no hakobune (天の方舟?) – miniserie TV (2012-2013)
- Hakui no namida – serie TV, ep. 3x1 (2013)
- Soratobu kôhôshitsu (空飛ぶ広報室?) – miniserie TV (2013)
- Jiken Kyûmeii - IMAT no kiseki (事件救命医〜IMATの奇跡〜?), regia di Kazunari Hoshino – film TV (2013)
- Umi no ue no shinryôjo – miniserie TV (2013)
- Team Batista 4 - Raden Meikyu (チーム・バチスタ4 螺鈿迷宮?) – miniserie TV (2014)
- Chîmu bachisuta no eikô – serie TV, 11 episodi (2014)
- Jiken Kyûmeii 2 - IMAT no Kiseki (事件救命医2～IMATの奇跡～?), regia di Kazumasa Nemoto – film TV (2014)
- Kazokugari (家族狩り?) – miniserie TV (2014)
- Masshiro (まっしろ?) – miniserie TV (2015)
- I'm Home (アイムホーム?) – miniserie TV (2015)
- 37.5°C no namida (37.5℃の涙?) – miniserie TV (2015)
- Nigeru onna (逃げる女?) – miniserie TV (2016)
- Kazoku no katachi (家族ノカタチ?) – miniserie TV (2016)
- Love Song (ラヴソング?) – miniserie TV (2016)
- Bôkyô, regia di ? – film TV (2016)
- Yuusha Yoshihiko to michibikareshi shichinin (勇者ヨシヒコと導かれし七人?) – miniserie TV (2016)
- Kuroi junin no onna (黒い十人の女?) – miniserie TV (2016)
- Ubai ai, fuyu (奪い愛、冬?) – miniserie TV (2017)
- Keiji yugami – miniserie TV (2017)
- Final Cut (FINAL CUT?) – miniserie TV (2018)
- Tantei ga hayasugiru (探偵が早すぎる?) – miniserie TV (2018-2020)
- Anata ni wa watasanai (あなたには渡さない?) – miniserie TV (2018)
- Last Chance - Saisei ukeoinin (ラストチャンス 再生請負人?) – miniserie TV (2019)
- Saka no tochu no ie (坂の途中の家?) – miniserie TV (2019)
- Mistresses - Onnatachi no himitsu (ミストレス〜女たちの秘密〜?) – miniserie TV (2019)
- Ubai ai, natsu – miniserie TV (2019)
- Scarlet (スカーレット?) – serie TV (2019-2020)
- Zettai reido - Mizen hanzai sennyu sousa (絶対零度～未然犯罪潜入捜査～?) – miniserie TV (2020)
- Urayasu Tekkin Kazoku (浦安鉄筋家族?) – serie TV (2020-)
- M - Ai subeki hito ga ite (M - 愛すべき人がいて?) – miniserie TV (2020)
- Manatsu no shonen - 19452020 (真夏の少年～19452020?) – miniserie TV (2020)
- Boku no satsui ga koi wo shita (ボクの殺意が恋をした?) – serie TV (2021)

## Riconoscimenti
- Nikkan Sports Drama Grand Prix 2000 – Miglior attrice non protagonista per Beautiful Life (ビューティフルライフ?)
- Television Drama Academy Awards 2001 – Miglior attrice per Joshiana (女子アナ。?)